# Cellula parafollicolare
Le cellule parafollicolari o cellule C sono cellule neuroendocrine specializzate presenti nei vertebrati, facenti parte della popolazione cellulare parenchimale della tiroide nei mammiferi. La loro funzione principale è la produzione dell'ormone polipeptidico calcitonina, coinvolto nei meccanismi del mantenimento dell'equilibrio del calcio nell'organismo. Sono anche funzionalmente correlate all'azione delle cellule follicolari tiroidee attraverso la produzione di peptidi con funzione di regolazione paracrina. Vengono inoltre classificate come facenti parte del sistema APUD.

## Embriologia
Sono cellule che si sviluppano originariamente dalla cresta neurale, quindi di derivazione ectodermica, entrando a far parte durante le fasi dello sviluppo embrionale del corpo ultimo-branchiale, parte del quinto paio di tasche faringee o branchiali presenti nei vertebrati. Nell'essere umano la loro incorporazione nella struttura della tiroide avviene al termine della migrazione delle cellule follicolari di quest'ultima nella loro posizione definitiva, attorno al secondo mese di gestazione. Il processo di integrazione delle cellule parafollicolari nella tiroide avviene in tutti i mammiferi, mentre negli altri vertebrati le cellule rimangono all'interno dei corpi ultimobranchiali, venendo a formare una ghiandola autonoma.

## Morfologia
Le cellule parafollicolari devono il nome dalla posizione in cui è possibile osservarle nei mammiferi, interposte tra le strutture follicolari della tiroide, isolate o a piccoli gruppi, appoggiate alla lamina basale su cui si ritrovano anche le più comuni cellule follicolari, ma a differenza di queste ultime non in contatto diretto con il lume dei follicoli. Sono cellule di forma rotondeggiante, poligonale o fusata, dotate di citoplasma e nucleo più voluminosi delle cellule follicolari, reticolo endoplasmatico rugoso meno sviluppato, mitocondri voluminosi ed un'abbondante presenza di granuli secretori, dipendente al grado di attività delle cellule. 
A differenza delle cellule follicolari, le cellule C non sono reattive ai comuni coloranti istologici, e per questo richiedono l'uso di tecniche di rilevazione specifiche per essere riconoscibili al microscopio, tra cui la più utilizzata è quella immunoistochimica.

## Funzione
Le cellule parafollicolari sono coinvolte nei meccanismi di mantenimento della calcemia, tramite la produzione dell'ormone calcitonina, il cui effetto principale è di abbassare la concentrazione del calcio nel sangue. Un effetto simile, ed ancora più veloce si ha anche sul metabolismo del fosfato, causando quindi ipofosfatemia. Il meccanismo di regolazione è di tipo a feedback negativo. Il principale organo bersaglio della calcitonina è il tessuto osseo, in cui viene ridotto il rilascio degli ioni calcio e fosfato da parte degli osteociti, ed inibito il processo di rissorbimento da parte degli osteoclasti. Altri organi bersaglio sono i reni e l'apparato gastrointestinale.
Le cellule parafollicolari producono anche alcuni ormoni di tipo peptidico, tra cui serotonina, somatostatina GRP, CGRP, e parecchi altri. L'attività di produzione e rilascio di questi peptidi di cui è ben conosciuta la funzione di neurotrasmettitori sembra indicarne una importante azione di regolazione di tipo paracrino sulle circostanti cellule follicolari, fatto che è stato confermato da numerosi studi che hanno messo in più stretta correlazione l'attività dei due principali tipi di cellule della tiroide.

## Patologia umana
La trasformazione in senso neoplastico delle cellule parafollicolari è la causa del carcinoma midollare della tiroide, il tipo meno frequente di neoplasia di origine epiteliale di questa ghiandola (3-4% dei carcinomi tiroidei). Nella sua forma più comune è un tumore degli adulti, non legato a particolari predisposizioni genetiche. Esiste però una forma legata ad una specifica modificazione del proto-oncogene RET, situato sul cromosoma 10, che colpisce pazienti in età giovanile (all'incirca intorno ai 10 anni), all'interno di una serie di sindromi che si trasmettono secondo schema autosomico dominante, denominate neoplasie endocrine multiple (MEN), in particolare la forma MEN IIa. Con la trasformazione neoplastica, la produzione di calcitonina e talvolta anche di altre molecole non è più controllata dai meccanismi di regolazione fisiologici, permettendo la diagnosi precoce della condizione patologica (diagnosi che comunque richiede test aggiuntivi), ed il monitoraggio dell'efficacia della terapia di rimozione della neoplasia.